# Mountain (Dakota del Nord)
Mountain è un centro abitato (city) degli Stati Uniti d'America, situato nella Contea di Pembina nello Stato del Dakota del Nord. Nel censimento del 2000 la popolazione era di 133 abitanti. La città è stata fondata nel 1882.

## Geografia fisica
Secondo i rilevamenti dell'United States Census Bureau, la località di Mountain si estende su una superficie di 0,40 km², tutti occupati da terre.

## Popolazione
Secondo il censimento del 2000, a Mountain vivevano 133 persone, ed erano presenti 26 gruppi familiari. La densità di popolazione era di 377 ab./km². Nel territorio comunale si trovavano 55 unità edificate. Per quanto riguarda la composizione etnica degli abitanti, il 99,25% era bianco e lo 0,75% era nativo.
Per quanto riguarda la suddivisione della popolazione in fasce d'età, il 16,5% era al di sotto dei 18, il 5,3% fra i 18 e i 24, il 12,8% fra i 25 e i 44, il 18,0% fra i 45 e i 64, mentre infine il 47,4% era al di sopra dei 65 anni di età. L'età media della popolazione era di 64 anni. Per ogni 100 donne residenti vivevano 87,3 maschi.